# لاسي ميكلسن
لاسي ميكلسن (بالدنماركية: Lasse Mikkelsen)‏ هو لاعب كرة قدم دنماركي في مركز حراسة المرمى، ولد في 18 يناير 1998 في الدنمارك في مملكة الدنمارك. لعب مع نادي إيسبيرغ.